# 天主教布拉格总教区
天主教布拉格總教區（拉丁語：Archidioecesis Pragensis）是羅馬天主教設在捷克共和國的一個總教區，教座設在該國首都布拉格。聖維特主教座堂座落在布拉格城堡建築群內部。

總教區於2011年時有372,900名教友（佔轄區總人口18.1%）、210個堂區、341名司鐸、29名終身執事、241名修士、345名修女。
該教區於973年成立，1344年4月30日昇格為總教區。現任總主教為多米尼克·杜卡樞機，榮休辅理主教為雅罗斯拉夫·施卡尔瓦达。